# Światosław Ziemlański
Światosław Ziemlański (ur. 29 listopada 1930, zm. 3 grudnia 2008) – prof. dr hab. medycyny, fizjolog, patofizjolog, specjalista żywienia człowieka.

## Droga naukowa
- 1954 Akademia Medyczna w Warszawie
- 1959 doktorat
- 1964 habilitacja
- 1974 profesor nadzwyczajny
- 1985 profesor zwyczajny

## Kariera zawodowa
W latach 1958–1960 starszy asystent i adiunkt w Zakładzie Patologii Ogólnej AM, adiunkt (1961-62) w Zakładzie Higieny Żywienia PZH. Od roku 1965 kierownik Zakładu Fizjologii i Biochemii Żywienia w Instytucie Żywności i Żywienia. Ponadto wykładowca w SGGW i AWF, stypendysta FAO-WHO, British Council i rządu francuskiego, członek komitetu redakcyjnego czasopisma Żywienie Człowieka i Metabolizm. Należał do licznych towarzystw naukowych krajowych i zagranicznych (m.in. Komitet Żywienia Człowieka PAN). W 1993 odznaczony Krzyżem Kawalerskim Orderu Odrodzenia Polski.
Pochowany na cmentarzu prawosławnym na warszawskiej Woli.

## Publikacje
Autor i współautor  wielu prac z zakresu fizjologii i patologii przewodu pokarmowego, przemiany lipidowej i białkowej, fizjologii i patologii żywienia. Redaktor Norm żywienia człowieka (wyd. PZWL).